# Modrásek lesní
Modrásek lesní (Cyaniris semiargus) je druh denního motýla z čeledi modráskovitých (Lycaenidae). Rozpětí křídel motýla je 28 až 34 mm. Samci mají modrofialově zbarvená křídla s úzkým tmavým lemem. Samice jsou černohnědé.

## Výskyt

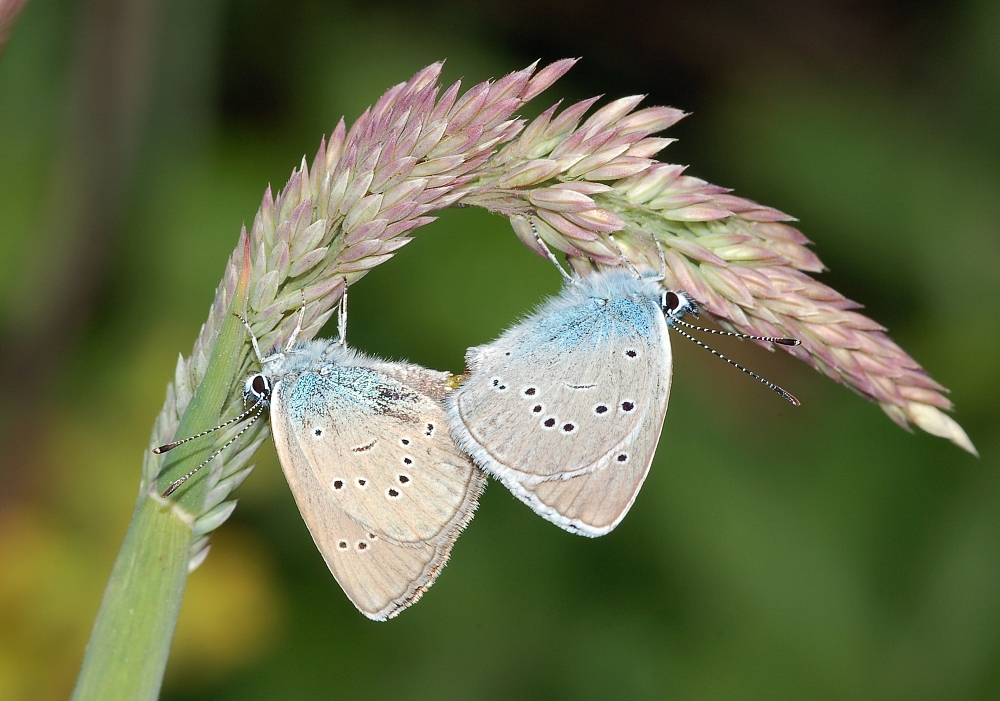
Kopulující pár

Motýl je rozšířený od Maroka a Španělska přes celou Evropu (kromě Anglie, kde vymřel) a mírnou Asii až po Koreu a Sachalin. V České republice, kde je dosud poměrně hojný v pohraničí, se vyskytuje v pahorkatinách a hornatých oblastech. Zahlédnout ho lze na lesních pasekách, při okraji lesa, na podmáčených loukách, ale i na sušších náspech a v příkopech podél cest.

## Chování a vývoj
Živnými rostlinami modráska lesního jsou jetel luční (Trifolium pratense), jetel prostřední (Trifolium medium), jetel bledožlutý (Trifolium ochroleucon) a řada dalších druhů jetelů. Samice klade vajíčka do květních hlávek. Zelené housenky, které jsou příležitostně myrmekofilní, se živí nejprve květy, později přijímají mladé listy. Motýl je jednogenerační (monovoltinní). V jižních oblastech areálu výskytu může být i částečně dvougenerační (bivoltinní). Dospělce lze zahlédnout od konce května do začátku srpna. Přezimuje housenka ve 3. instaru.

## Ochrana a ohrožení
V České republice je tento druh ohrožen. Mizí především v nižších polohách a ve vnitrozemí (Polabí, střední a východní Čechy). Ubývá i na severu Vysočiny a na jižní a střední Moravě. Motýla, kterého dříve ohrožovaly především meliorace, ohrožuje v současné době především zarůstání vhodných lokalit.

## Galerie

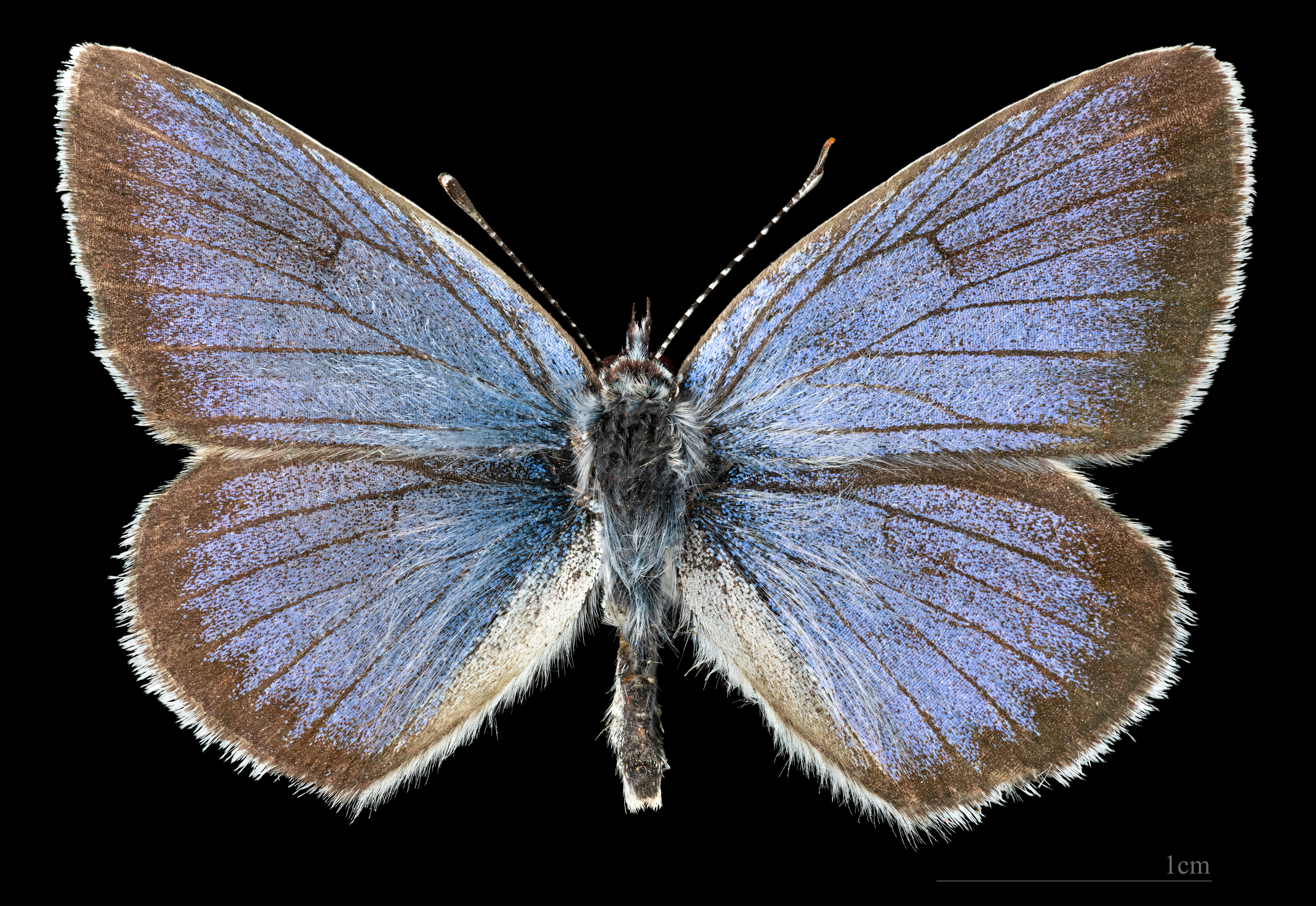
Cyaniris semiargus ♂
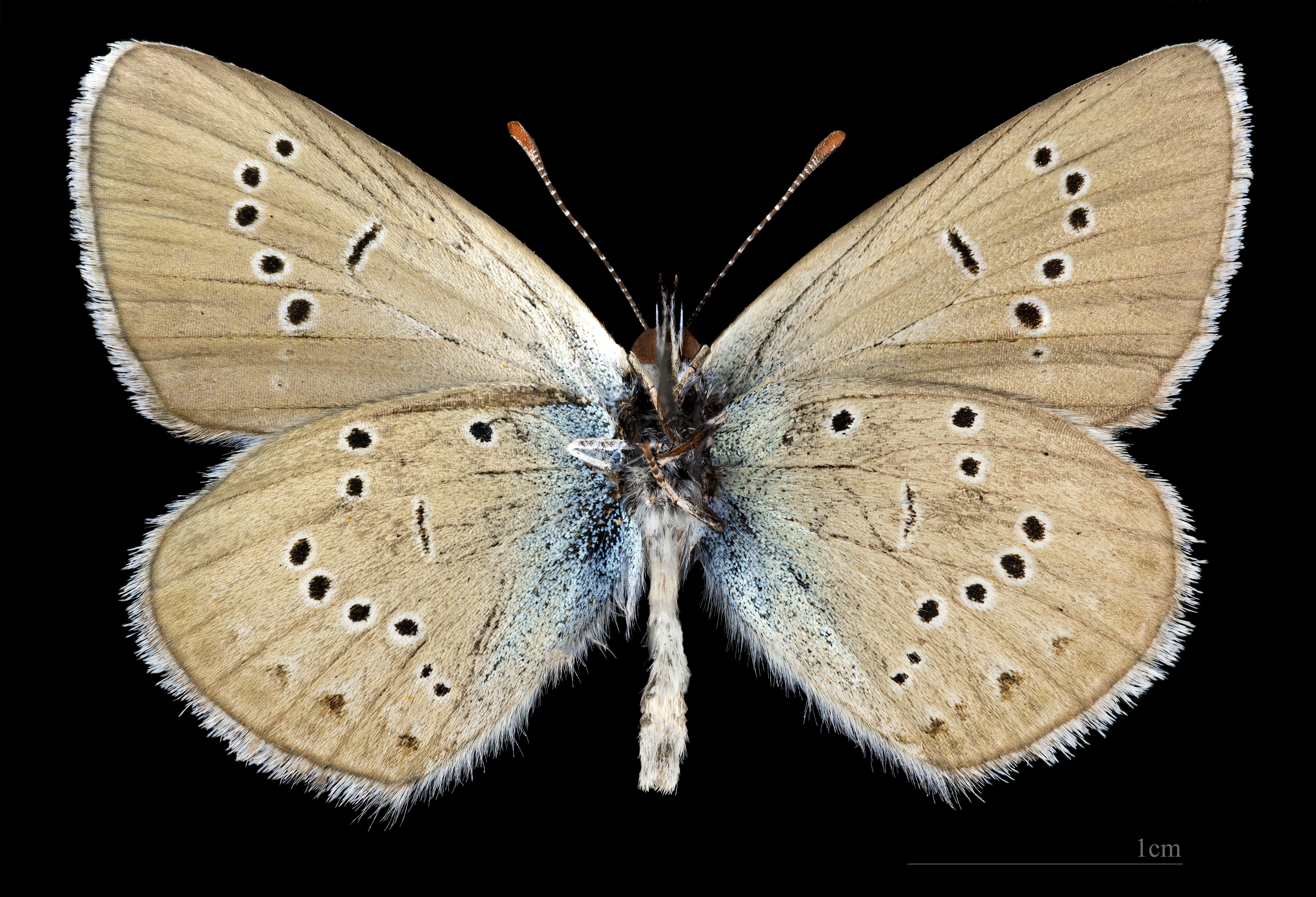
Cyaniris semiargus ♂  △
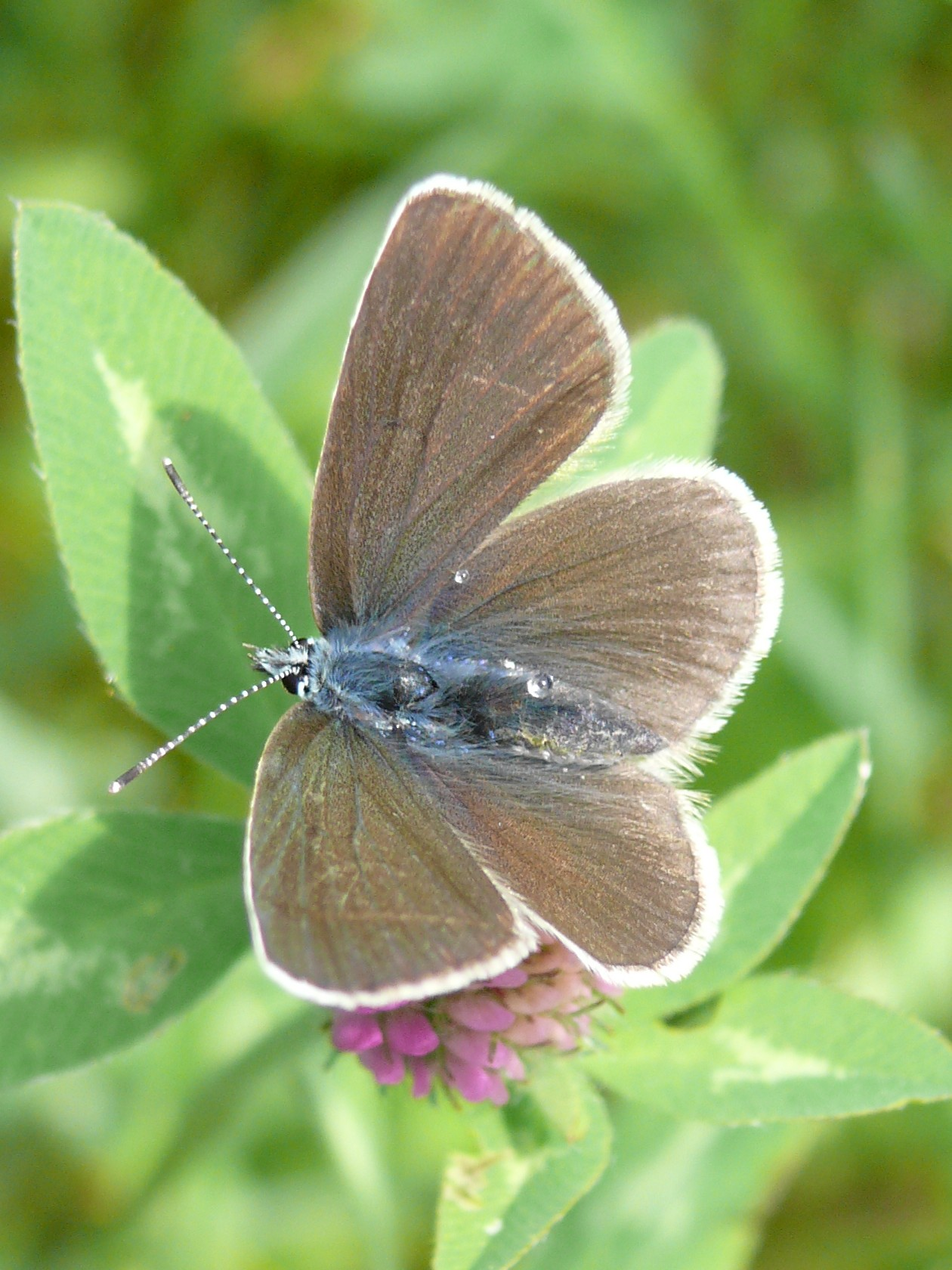
samice